# Baarle-Hertog
Baarle-Hertog és un municipi belga de la província d'Anvers a la regió de Flandes. Limita al nord amb Baarle-Nassau, a l'oest amb Hoogstraten, al sud amb Merksplas i al sud-est amb Turnhout.

## Territori
Baarle-Hertog té una frontera complicada amb Baarle-Nassau als Països Baixos. En total consisteix en 24 parts separades de terra. A banda de la part principal (Zondereigen) localitzada al nord de la ciutat belga de Merksplas, hi ha vint exclavaments als Països Baixos i uns altres tres en la frontera belga-neerlandesa. També hi ha set exclavaments neerlandesos dintre dels exclavaments belgues. Sis d'ells estan localitzats en el més gran i el setè en el segon més gran. Un vuitè exclavament neerlandès està a Zondereigen. La frontera és tan complicada que algunes cases estan dividides entre els dos països. El seu nom Baarle-Hertog que significa Baarle del duc refereix als ducs de ducat de Brabant, que en foren propietaris.

## Evolució de la població
- Font:NIS